# 1122
1122（千百二十二、一一二二、せんひゃくにじゅうに）は、自然数また整数において、1121の次で1123の前の数である。

## 性質
- 1122は合成数であり、約数は1, 2, 3, 6, 11, 17, 22, 33, 34, 51, 66, 102, 187, 374, 561, 1122である。
  - 約数の和は2592。
  - 274番目の過剰数である。1つ前は1120、次は1128。
- 1122 = 33 × 34
  - 33番目の矩形数（33 × 34）である。1つ前は1056、次は1190。
- 248番目のハーシャッド数である。1つ前は1120、次は1125。
  - 6を基とする21番目のハーシャッド数である。1つ前は1104、次は1140。
- 1122 = 2 × 3 × 11 × 17
  - 18番目の四素合成数である。1つ前は1110、次は1155。
- 各位の立方和が18になる最小の数である。次は1212。(オンライン整数列大辞典の数列 A055012)
  - 各位の立方和が n になる最小の数である。1つ前の17は122、次の19は11122。(オンライン整数列大辞典の数列 A165370)
- n = 1122 のとき n と n + 1 を並べた数を作ると素数になる。n と n + 1 を並べた数が素数になる125番目の数である。1つ前は1088、次は1140。(オンライン整数列大辞典の数列 A030457)
- 約数の和が1122になる数は1個ある。(746) 約数の和1個で表せる186番目の数である。1つ前は1118、次は1124。
- 各位の和が6になる37番目の数である。1つ前は1113、次は1131。
  - 各位の和が完全数になる37番目の数である。1つ前は1113、次は1131。

## その他 1122 に関連すること
- 西暦1122年
- 11月22日は「いい夫婦の日」である。語呂合わせで「いい (11)」「夫婦 (22)」と読めることから由来している。
- 大塔山の標高は1122mである。
- 1122 (漫画) - 渡辺ペコの漫画。